# Arxiu Municipal del Masnou
L'Arxiu Municipal del Masnou (AMM) és el servei responsable de garantir la recuperació, organització i preservació tant de la documentació produïda per l'administració local com del patrimoni documental del Masnou (Maresme). En tant que arxiu municipal fa les funcions d'arxiu històric i administratiu. Com a arxiu administratiu, el seu objectiu és el de custodiar tota la documentació produïda o rebuda per l'Ajuntament del Masnou, garantir l'accés de la ciutadania a la documentació i col·laborar en el disseny i optimització de l'administració municipal. Com a arxiu històric, és l'encarregat de preservar, organitzar i difondre el patrimoni documental del municipi, tant d'entitats, empreses i persones que estiguin interessades a conservar-lo i posar-lo a disposició de la recerca i investigació.

## Història

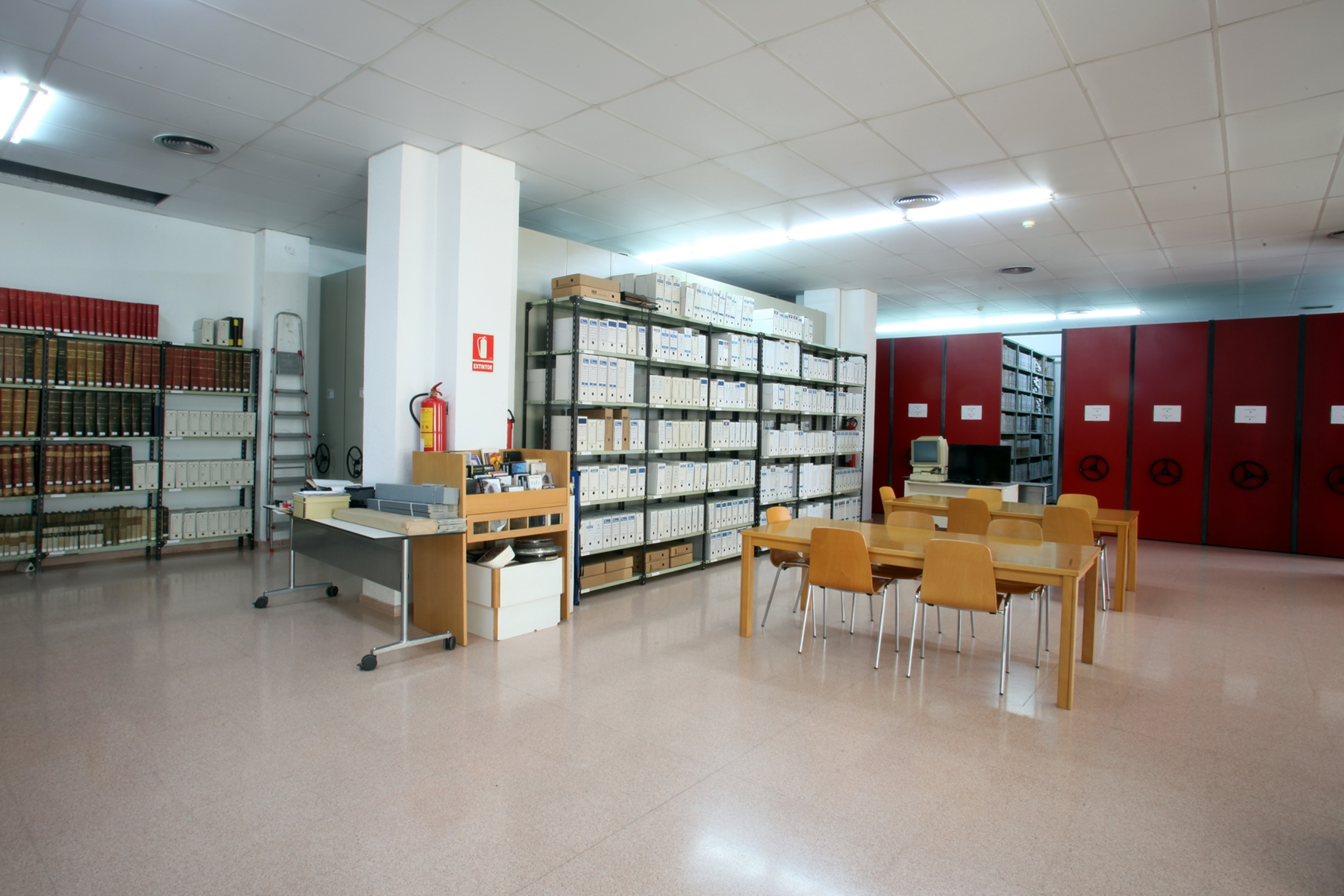
Vista de la sala de consulta

El Masnou és un municipi jove, creat definitivament a partir del 1825. Ha viscut un fort creixement demogràfic i urbanístic, sobretot durant els últims quaranta anys del segle xx. La documentació que s'ha anat generant, resultat dels processos administratius, històrics i socials, és una part del que es pot trobar a l'Arxiu Municipal. La part més important correspon als documents generats per l'ajuntament, fruit de les competències del consistori i de les activitats que ha portat a terme. Per altra banda, gràcies a donacions de particulars, l'Arxiu Municipal gestiona altres fons que la ciutadania pot consultar: fons personals, fons d'entitats, fotografies, hemeroteca i biblioteca auxiliar. L'Arxiu també compta amb documents audiovisuals i sonors, com ara entrevistes orals.
El servei d'arxiu municipal ha existit des de la fundació del municipi, ubicat a les pròpies dependències de l'ajuntament i lligat a la pròpia gestió dels documents. L'any 1957 l'Ajuntament va crear el Patronat del Museu i l'arxiu començà a organitzar-se i a rebre donacions de particulars. L'any 1990, l'Ajuntament va reestructurar i ampliar el Patronat del Museu i l'any 1991, es va acordar que l'Arxiu Històric Municipal també en formés part. Posteriorment el patronat va desaparèixer i actualment es troba adscrit a la Regidoria de Cultura, juntament amb el Museu Municipal de Nàutica i la Casa de Cultura.

## Edifici

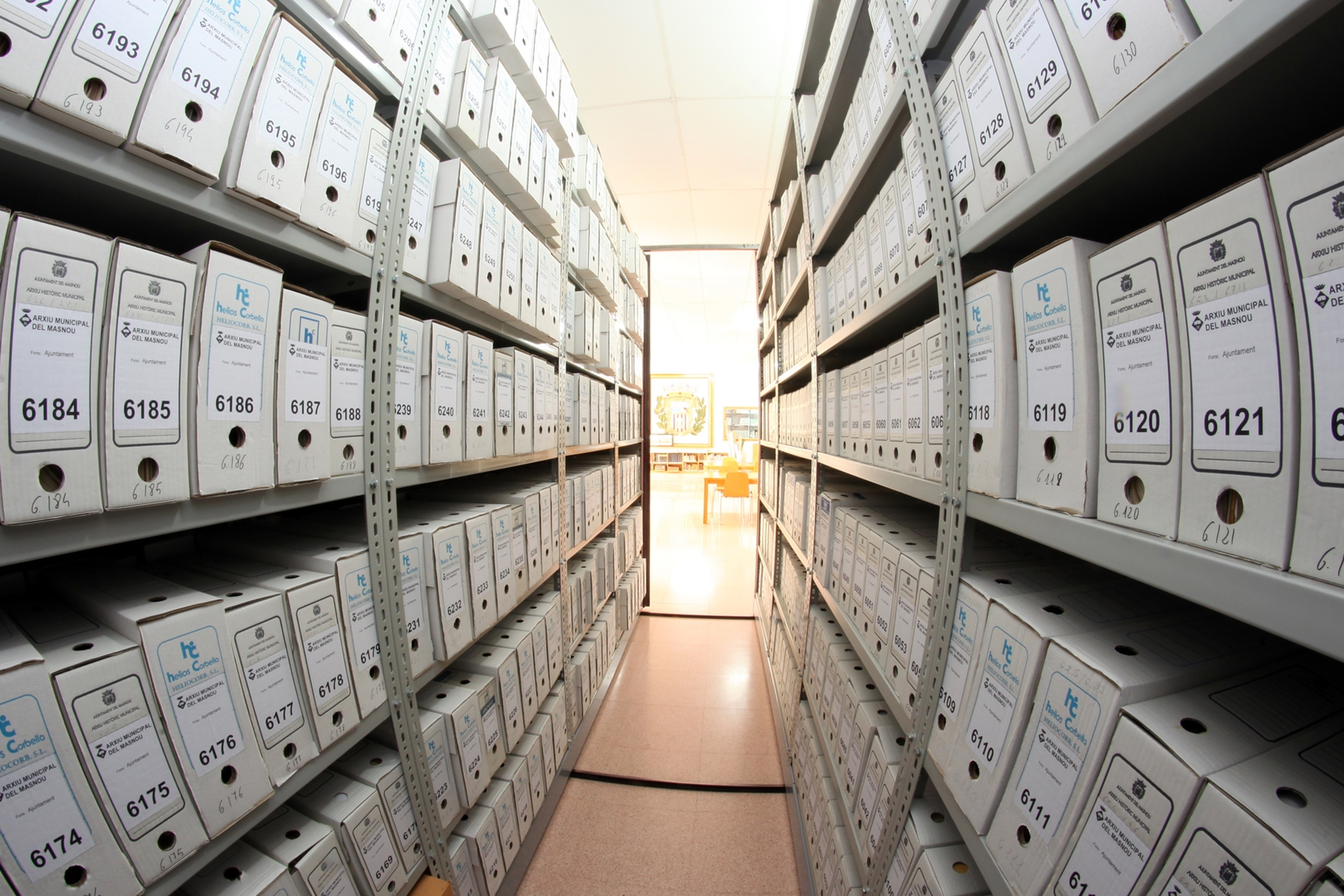
Perspectiva de l'interior dels armaris compactes

L'Arxiu Municipal del Masnou es troba en un edifici just a sota del Mirador de l'església, que és un espai rectangular situat al davant de l'església parroquial de Sant Pere. L'Arxiu està situat a la part inferior del mirador, que constitueix el seu sostre. La distribució interior de l'Arxiu està formada exclusivament per una gran nau rectangular. Aquest espai va ser construït, juntament amb el mirador, l'any 1957 i va ser destinar al Museu Municipal de Nàutica des de l'any 1962 fins a l'any 1999, quan es decideix traslladar el Museu a la seva ubicació actual i destinar íntegrament l'espai del carrer de Sant Francesc d'Assís a l'Arxiu Històric.

## Quadre de fons
Fons de l'administració local
- Ajuntament del Masnou (1755-2015)

Fons judicials

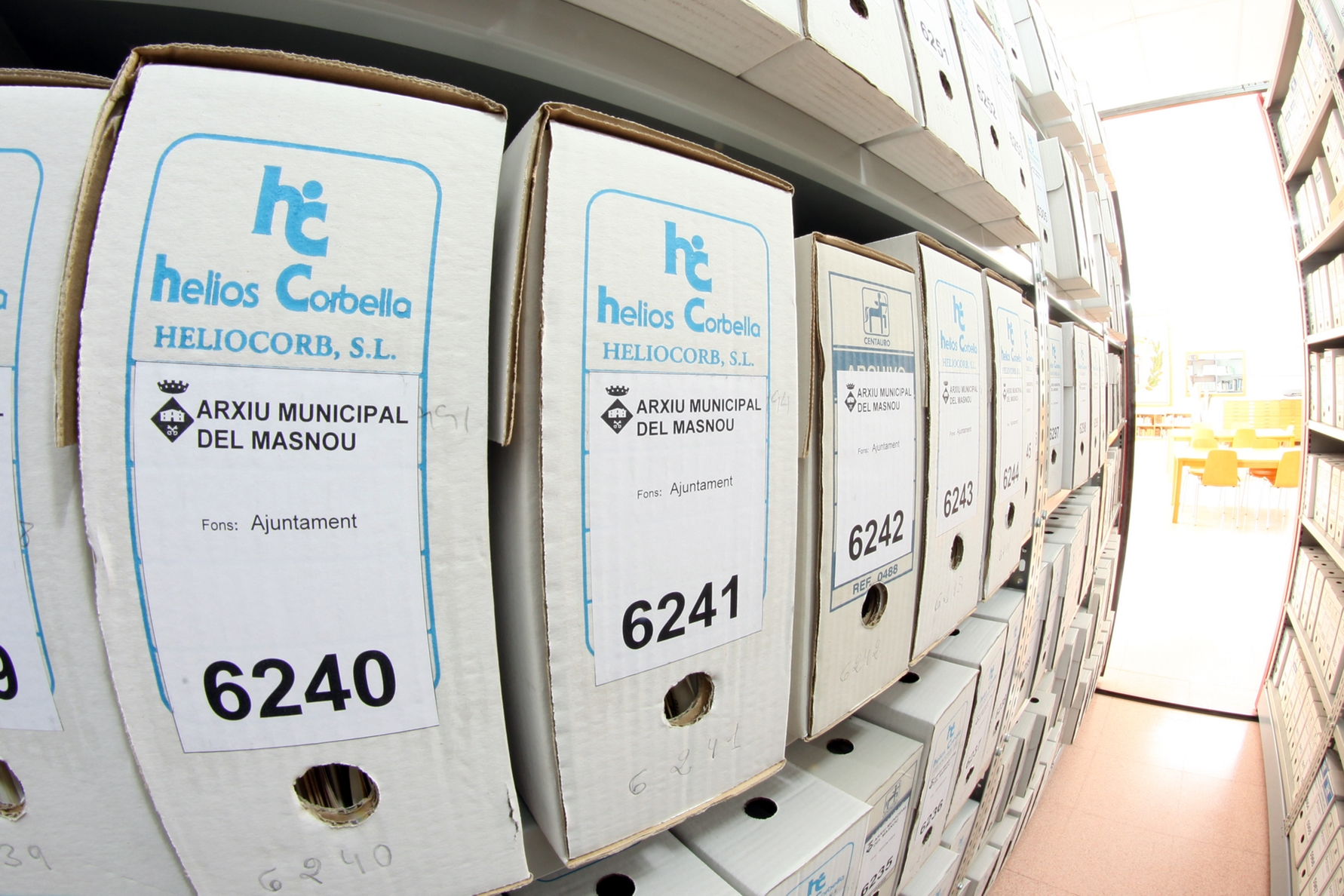
Caixes del fons Ajuntament del Masnou

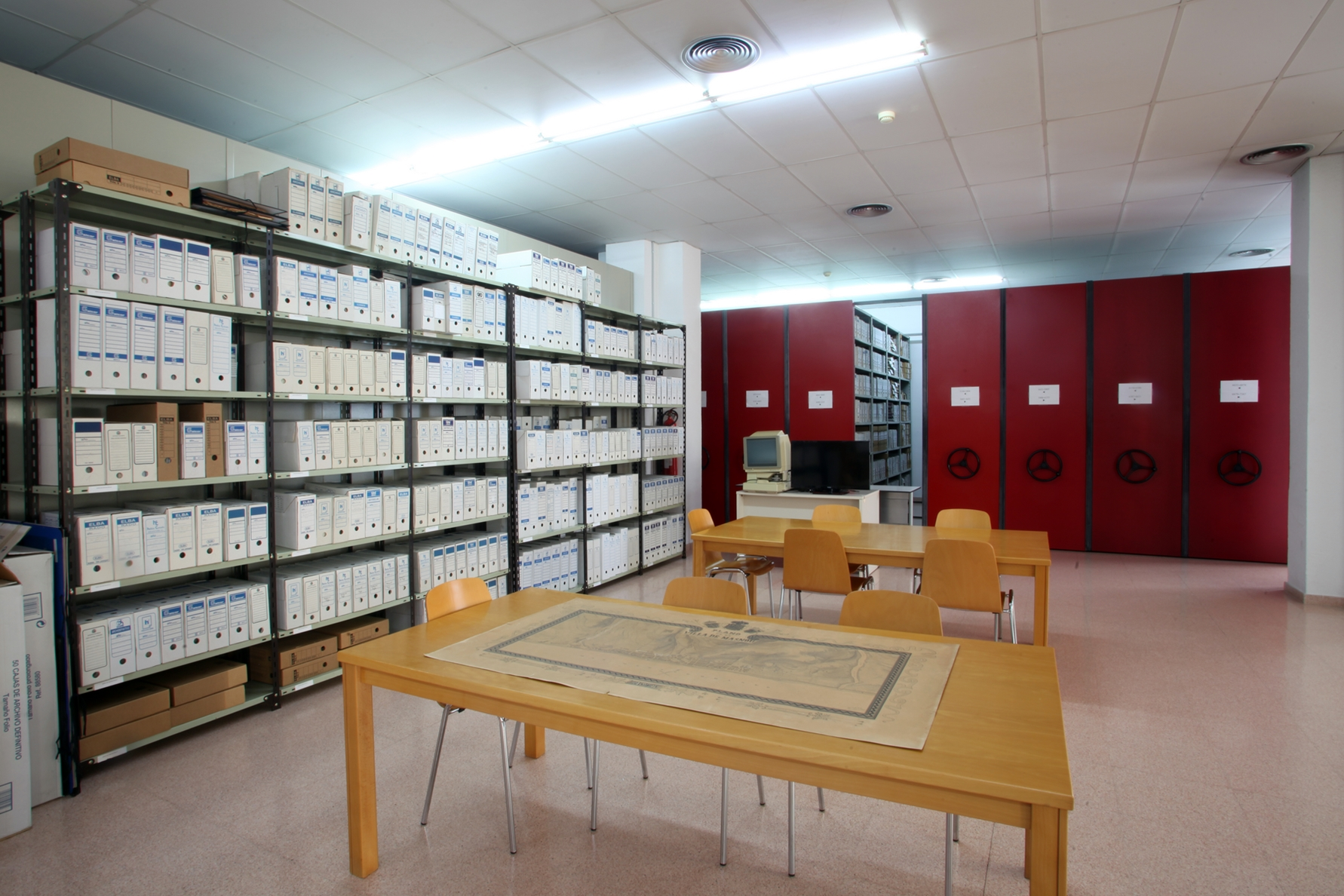
Plànol estès a la sala de consulta

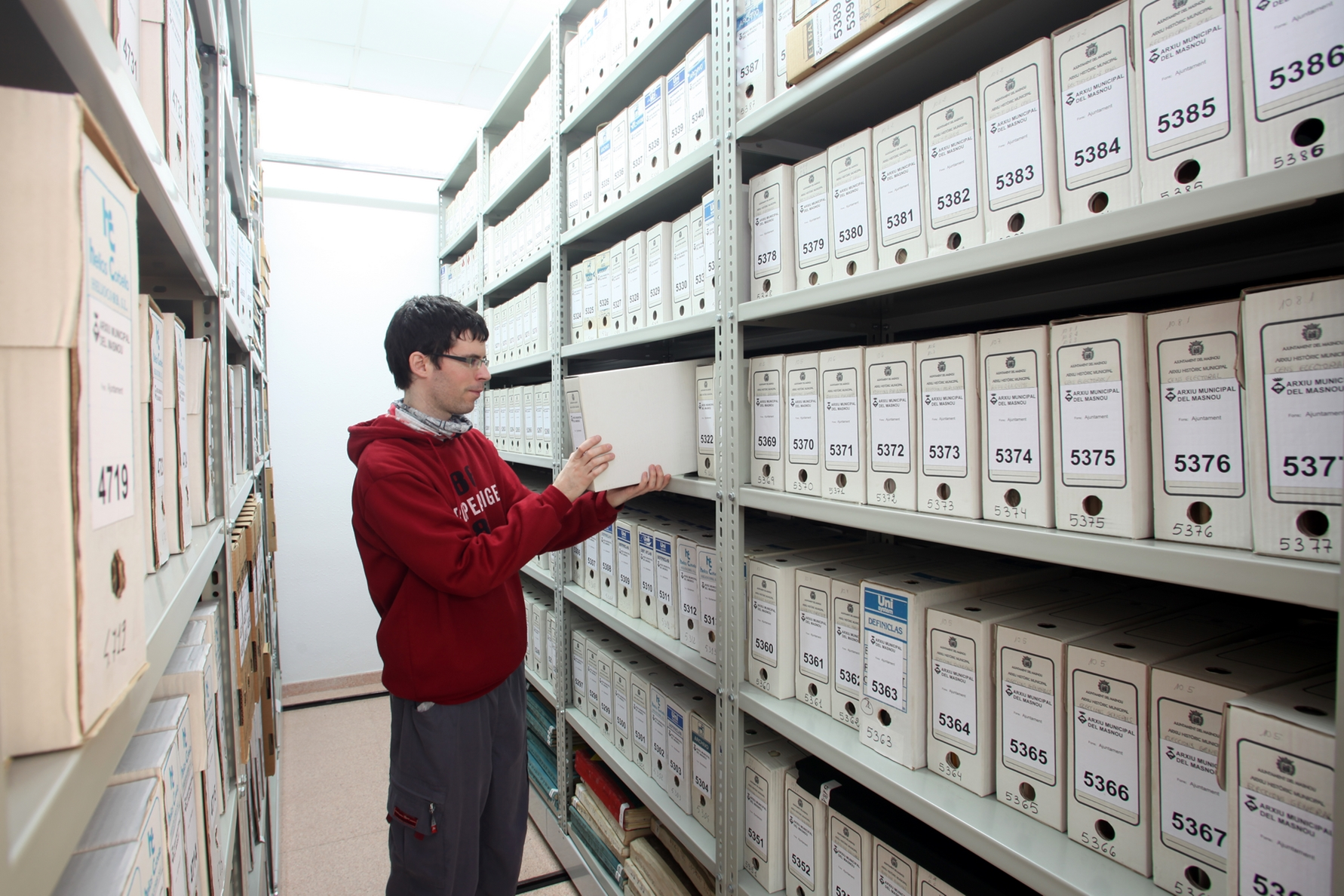
Interior dels armaris compactes

- Jutjat de Pau del Masnou (1820-1995)

Fons d'entitats
- Germandat i Mont de Pietat de Sant Antoni de Pàdua (1860-1938)
- Centre Coral Unió Masnovina (1877-2002)
- Casino del Masnou (1900-1958)
- Delegació local Falange Española Tradicionalista y de las JONS (1939-1979)
- Escola Marinada (1969-1993)
- Associació de Veïns de la Carretera Alella (1976-2007)
- PSUC i ICV del Masnou (1977-2006)
- Associació contra la droga El Masnou (1988-2010)

Fons comercials i d'empreses
- Fundació privada promocions culturals El Masnou (1998-2012)

Fons patrimonials
- Família de Lluís Millet i Pagès (1779-1996)
- Família Puig Godàs i Bofill (1827-1998)
- Família Garcia Sors (1830-1875)
- Família Mateu Botey (1860-1996)

Fons personals
- Pere-Jordi Bassegoda i Musté (1541-1989)
- Josep Font i Solsona (1778-1980)
- Francesc Isern i Hombravella (1846-1920)
- Ezequiel Pagès Casacuberta (1945-1985)
- Juan Antonio Masoliver Ródenas (1950-2010)
- Iago Pericot i Canaleta (1969-2017)
- Gregoria Romano García (1975-2010)
- Josep Pujadas i Truch (1876-1950)

Col·leccions
- Documents solts (1647-2019)
- Cartografia (1818-1998)
- Hemeroteca (1860-2016)
- Cartells (1800-2012)
- Plànols (1846-2004)
- Làmines (1906-1992)
- Nàutica (documentació de capitans, cartes nàutiques i diaris de navegació)
- Documents audiovisuals
- Entrevistes orals

Imatges
- Aproximadament 34.000 imatges.

Biblioteca auxiliar
- 830 volums.

## Serveis
L'Arxiu Municipal del Masnou compta amb un catàleg de serveis destinats a la ciutadania, com ara, consulta de documentació i atenció a l'usuari, assessorament en recerques històriques, activitats de difusió i divulgació del patrimoni, gestió de donacions de documentació a particulars o associacions, servei de reproducció, lector de microfitxes i DVD, suport a les entitats de la vila en la gestió de documentació, servei educatiu i tallers per escoles i visites guiades.